# Un grande libro nuovo
Un grande libro nuovo è il secondo singolo del cantante Marco Carta, ed è contenuto anche nel CD-DVD live In concerto in uscita lo stesso giorno dell'uscita del singolo. Debutta alla posizione 46 della classifica FIMI.

## Classifiche
| Classifica (2008) | Posizione massima |
| ----------------- | ----------------- |
| Italia            | 46                |